# Sammenhængskraft
Sammenhængskraft bruges i dag om den kraft, der holder et samfund eller en gruppe sammen. Ofte henvises der til den franske sociolog Émile Durkheim, der skrev om "social kohæsion" (cohésion sociale) som skaberen af det sociologiske begreb.

## Oprindelse
Oprindelig brugtes begrebet indenfor fysikkens verden, hvor det betegner "tilbøjelighed hos dele af faste legemer og væsker til at hænge sammen (kohæsion)". Ordet kendes i denne betydning på dansk siden 1799. Den moderne, samfundsorienterede brug af ordet kendes i hvert fald siden 1994, hvor det er blevet brugt i sammenhængen "social sammenhængskraft" i en regeringskampagne om virksomhedernes sociale ansvar. Tidligere statsminister Poul Nyrup Rasmussen er blevet udlagt som den person, der har indført begrebet i den danske politiske debat.

## Anvendelse
Ordet bruges indenfor politik, sociologi og statskundskab til at beskrive fællesskabsfølelsen (eller manglen på samme) i et samfund.  Begrebet bruges ofte i den politiske debat med henvisning til, at samfundets sammenhængskraft er truet på grund af dårlig integration, større indkomstulighed og afstand mellem sociale grupper, større boligmæssig opdeling mv. Hvis sammenhængskraften i et samfund er god, indebærer det, at afstanden mellem grupperne i samfundet ikke er stor, hverken socialt eller kulturelt, samt at der er mange kontaktflader mellem de forskellige grupperinger i samfundet.

## Sammenhængskraft og social kapital
Tanken bag begrebet er, at individerne ved at indgå i sociale relationer får adgang til nogle resurser, som udspringer af medmenneskelighed. Samtidig får disse sociale relationer individerne til at føle sig som gensidigt forbundne og ikke blot som enkeltbrikker i et spil. Man kan sige, at sammenhængskraften betinges af tre faktorer:
- sociale netværk (omgangskreds, foreningsliv, frivilligt arbejde m.v.)
- tillid (til medmennesker, til myndigheder samt tryghed)
- normer (hjælpsomhed, hensyntagen til de svageste medborgere m.v.)

Disse tre faktorer danner en symbiose – en sum, som af professoren Robert D. Putnam kaldes for social kapital. Det er umiddelbart muligt at konstatere, hvorvidt et samfund har en høj eller lav sammenhængskraft, når man ser på de ovenstående faktorer. 
Sammenhængskraften i et samfund har desuden forbindelser til andre faktorer – f.eks. kriminalitet, tryghed, helbred og sygelighed, økonomisk vækst, integration med mere. 

## Sammenhængskraften i Danmark
Danmark regnes generelt for at være et samfund med en høj sammenhængskraft, men flere forskere og samfundsdebattører har i de senere år fremsat synspunkter om, at sammenhængskraften er truet.

## Brug indenfor samfundsvidenskaberne
Indenfor samfundsvidenskab og humaniora kan man næppe tale om "sammenhængskraft" som et videnskabeligt begreb. Som begrebskonstruktion kan der umiddelbart peges på det forføriske i betegnelsen, den henviser til at ordet både skal være sammenhængende og have en hvis kraft som en form for talehandling. Derfor låner ordet sig let til ideologisk brug i eksempelvis politik og skåltaler. Man må altså være påpasselig med brug af ordet, hvilket bliver åbenbart, når man ser på ordets begrebshistorie. Her skal man være opmærksom på, at det også er et specifikt dansk ord, der ikke findes tilsvarende på de store videnskabelige sprog som engelsk, tysk og fransk. Betegnelsen er kommet ind i dansk politisk sprogbrug i 1994 via danske oversættelser af EU-kommissionens fonde for "social kohæsion" i støtten til regional udvikling af udkantsområder.[kilde mangler]  Formodentlig har franske embedsmænd her anvendt denne betegnelse kendt fra fransk sociologi, og begrebet social kohæsion henviser i fransk sociologi særligt til den klassiske store franske sociolog Émile Durkheim (1858-1917). 
Det er dog ikke korrekt at tale om "Durkheims teori om sammenhængskraft", idet ordet ikke har noget umiddelbart modstykke på fransk, som er det sprog, Durkheim skrev på. Men man kan heller ikke finde en direkte ækvivalent i engelsk eller tysk samfundsteori. 
Faktisk er det ofte Émile Durkheims sociologi, der henvises til, når der tales om sammenhængskraft, og ser man nærmere på Durkheims sociologi, ser man straks problemet. Durkheim udviklede et begreb om social kohæsion ("cohésion sociale") i doktordisputatsen Om den sociale arbejdsdeling fra 1893. Begrebets historik går tilbage til stændersamfundets forestillinger om "sociale bånd" ("Liens sociaux"), som består af et netværk af normer og regler, og anvendes eksempelvis som sådan af Jean-Jacques Rousseau i værket om Samfundspagten (Le contrat social) fra 1762. Rousseaus tankegang er afgørende for Durkheims problemstilling, da Rousseau netop i dette værk var den første filosof, der beskrev, hvorledes individet på moderne vis må forstås splittet i statsborger, undersåt og menneske - idet individet som menneske var blevet uudgrundeligt og uidentificérbart set fra rollen som statsborger og undersåt. Dermed opstår det moderne problem: Hvordan kan et samfund forene det, der er blevet opsplittet? Det er netop det problem, Durkheim vil undersøge med sin afhandling.
I afhandlingen defineres social kohæsion således, at "alle og enhver ved faktisk, at der er en social kohæsion, hvis årsag er alle de enkelte bevidstheders overensstemmelse med en fælles type, som ikke er andet end typen af samfundets psyke. Under alle omstændigheder er alle gruppens medlemmer ikke blot hver for sig tiltrukket af hinanden, fordi de føler sig beslægtet, men de knytter sig også til det, som er eksistensbetingelsen for denne kollektive type, dvs til det samfund, som de danner ved deres forening." Igennem værket bruger Durkheim begrebet social kohæsion som et overbegreb, der skal rumme to typer af relationer mellem individer og kollektivet. Den første type kendetegnes af det, Durkheim kalder "mekanisk solidaritet". Mekanikken heri består i, at enhver afvigelse skal mødes af en sanktion, der mekanisk reagerer på afvigelsen, som eksempelvis når en forbrydelse i form af et normbrud straffes direkte med endnu et normbrud, eksempelvis halshugning, der jo er moralsk forkasteligt på samme måde som man heller ikke må slå andre, medmindre slag bruges som straf for forbrydelse. Der er altså tale om en form for hævn eller ligevægt af hævn på hævn eller noget for noget i denne mekaniske forståelse af straf og solidaritet.
Solidariteten består i at alle individer blev anset for relativt identiske størrelser - eventuelt underlagt standsforskelle -  indbefattet i det store fællesskab ("communauté"). Det er en tankegang udviklet og raffineret i høj- og senmiddelalderen indenfor den katolske kirke. Autoriteterne, dvs præster, biskop, pave og konge samt herremænd osv. kunne direkte indplacere hvem individet er og autoritativt fortælle, hvilken identitet individet har og bør have. Tankegangen kaldes også senere for kommunitarisme.
Det er denne form for det vi i dag kalder kommunitarisme, som Durkheim vil gøre op med. I undfangelsen af sin bog ville han skrive et alternativ til den tyske sociolog Ferdinand Tönnies' berømte bog Gemeinschaft und Gesellschaft, der udkom i 1887. Durkheim havde skrevet en seks siders anmeldelse af værket og kritiseret det for en romantiseret opfattelse af fortællingen om tidligere tiders Gemeinschaft eller fællesskab som utidssvarende for det moderne arbejdsdelte samfund. Med arbejdsdeling forstår Durkheim nu ikke blot arbejdsdeling indenfor eksempelvis en fabrik, men også arbejdsdeling mellem politi og røvere, arbejdende og arbejdsløse, inkluderede og ekskluderede. I dag ville man set i lyset af stress-problemer kunne pege på arbejdsdelingen mellem dem, der kan arbejde i en form for tempoforhøjelse, og dem, der ikke kan, idet der altid vil være dem, der kan arbejde hurtigere, og dem, der er mindre inkluderede i tempoforhøjelsen. Solidaritet i et moderne samfund skal således være mere organisk, og organisk solidaritet regulerer således et arbejdsdelt og differentieret evt. magtdelt samfund. Individerne skal netop være specialiserede og finde deres funktion i de særegne vilkår, der kan give moderne mennesker autonomi, ikke på grund af deres lighed, men på grund af deres forskellighed. Sat på spidsen kan man sige, at Durkheims begreb om social kohæsion og organisk solidaritet i et moderne samfund skal kunne rumme, at der er individer der er rigtig gode til ikke at kunne noget som helst. Solidariteten skal rette sig mod både de inkluderede og de ekskluderede. Eller som han siger i sin efterfølgende bog fra 1895, Den sociologiske metodes regler: "At klassificere forbrydelsen blandt den normale sociologis fænomener er ikke blot at hævde, at den er et uundgåeligt om end beklageligt fænomen, som skyldes menneskenes uhelbredelig ondskab; det er at bekræfte, at den er et aspekt af den offentlige sundhed, en integrerende del af ethvert sundt samfund."
Betegnelsen social kohæsion ("sammenhængskraft") henviser således til to meget forskellige former for social integration og solidaritet: Mekanisk solidaritet og organisk solidaritet. Og det ideologisk-politiske problem med at tale om sammenhængskraft er, at det er uklart, hvad der henvises til, om man eksempelvis vil forsvare en middelalderlig kommunitær form for solidaritet eller en moderne solidaritet. Betegnelsen er således meget elastisk og kan derfor nemt misbruges. 
Durkheim ville således da også pege på, hvorledes gamle europæiske betegnelser om eksempelvis fællesskab, magt, inklusion og eksklusion (middelalderkatolicismens "ekskommunikation") ofte inadækvat anvendes i det moderne samfunds begrebsbrug, medmindre disse betegnelser reformuleres ud fra videnskabeligt gennemprøvede analyser. Mere generelt ville Durkheim, lige som Jürgen Habermas mere aktuelt, foretage en samfundsbeskrivelse, hvorfra der kan sluttes fra, hvordan samfundet "er" - eller må kunne beskrives - til, hvordan det "bør" kunne indrettes. Altså hvis samfundet er arbejdsdelt, så bør der kunne indrettes en form for organisk kohæsion mellem solidaritet og tolerance.